# Artur Najfonov
Artur Najfonov (Najfonty) (* 10. května 1997, Nižněvartovsk) je ruský zápasník–volnostylař osetské národnosti.

## Sportovní kariéra
V sedmi letech se s rodinou přesunul z rodného Nižněvartovsku do Beslanu, kde se v první třídě stal jedním z rukojmích při teroristick0m útoku na školu. Při útoku byla zabita jeho matka. Zápasení se začal věnovat v Beslanu o rok později. Připravoval se pod vedením trenérů Arčegova a Dudajeva. Ve 14 letech byl přijat na střední sportovní školu do dalekého Nižněvartovsku.. V ruské mužské reprezentaci se pohybuje od roku 2017 ve váze do 86 kg. V roce 2019 vybojoval třetím místem na mistrovství světa v Nur-Sultanu účastnickou kvótu na olympijské hry v Tokiu v roce 2020.

## Výsledky
| Olympijské hry     |    |    |    |  |  |  |  |  |  |  |  |  |  |  |  |  |  |  |  |  |  |
| Mistrovství světa  | —  | —  | 3. |  |  |  |  |  |  |  |  |  |  |  |  |  |  |  |  |  |  |
| Evropské hry       |    |    | —  |  |  |  |  |  |  |  |  |  |  |  |  |  |  |  |  |  |  |
| Mistrovství Evropy | —  | 1. | —  |  |  |  |  |  |  |  |  |  |  |  |  |  |  |  |  |  |  |
| MS do 24 let       | —  | 2. | —  |  |  |  |  |  |  |  |  |  |  |  |  |  |  |  |  |  |  |
| ME do 24 let       | —  | —  | —  |  |  |  |  |  |  |  |  |  |  |  |  |  |  |  |  |  |  |
| MS juniorů         | 1. |    |    |  |  |  |  |  |  |  |  |  |  |  |  |  |  |  |  |  |  |
| ME juniorů         | —  |    |    |  |  |  |  |  |  |  |  |  |  |  |  |  |  |  |  |  |  |